# Йоаким Софийски
Йоаким (на гръцки: Ιωακείμ) е гръцки духовник, софийски митрополит на Цариградската патриаршия от 1822 до 1830 година.

## Биография
Роден е в Мелник. Учи при Адам Запекос и Христофор Филитас. Духовен син е на мелнишкия митрополит Леонтий и е съученик с племенника му Анастасиос. Първоначално служи като архидякон и архиерейски наместник в Мелнишката митрополия. В 1822 година е избран за фанарски и ферсалски митрополит, откъдето на 22 ноември 1922 се прехвърля в София.
Йоасим пристига в София на 24 ноември 1822 година. В града влиза в конфликт с общината. В 1823 година разпорежда да се изгорят стари сборници и изображения на светии в село Церовене, Берковско. Софиянци постоянно се оплакват от владиката на Патриаршията и на Високата порта.
През юни 1830 година Йоаким е прехвърлен във Видин. След намесата на патриарха е върнат в София след смъртта на наследника му Теофан. Като софийски митрополит за 30 месеца му е секретар бъдещият негов наследник като янински митрополит и вселенски патриарх Йоаким II Кокодис. Йоаким Софийски го ръкополага за дякон и му дава името Йоаким.
От писмо на Йоаким до Игнатий Ираклийски научаваме, че от 1828 година до смъртта на Антим Атински Йоаким безуспешно се опитва да стане атински митрополит. През септември 1830 година е избран за янински митрополит и в 1835 година е отстранен и заместен от дринополския епископ Йоаким Кокодис. В Янина в 1832 година Йоаким става ктитор на новата митрополия, построена на мястото на разрушената при дългата обсада на столицата на Али паша Янински от правителствените войски. Йоаким развива дейност и по спонсорство на църкви и училища.
След Янина, Йоаким заминава за Света гора, а по-късно за родния си град, където остава до края на живота си в 1845 година. От юли 1837 до 20 септември 1839 година Йоаким е назначен за епитроп на епархията от отсъстващия в Цариград митрополит Дионисий Мелнишки. В Мелник Йоаким се проявява като голям филантроп и благодетел на мелнишката община, на която оставя сумата от 34 000 гроша. Погребан е в митрополитската църквата „Свети Николай“ в Мелник.